# Заборовские (дворянский род)
Заборовские (пол. Zaborowski) — древние русские дворянские роды.
При подаче документов (21 мая 1686), для внесения рода в Бархатную книгу, была предоставлена родословная роспись Заборовских и направлен запрос (24 сентября 1688) в Посольский приказ о выписке из "польских гербовых книг" о Заборовских, где в ответе в Разрядный приказ пришло приложение с выписками о Заборовских из "Орбиса Полонуса', хроники Кромера и хроники Бельского.
Род внесён в VI часть дворянской родословной книги Тверской губернии (Гербовник II).

## Происхождение и история рода
Род происходит от выехавшего к великому князю Василию III Ивановичу из Польши "мужа честна" Дементия Заборовского, с прозванием Гвоздь, герба Стремя, которого великий князь пожаловал вотчинами.
- Семён Иванович Заборовский думный дьяк (с 1649), заведовал Разрядом (1661—1664), Монастырским приказом (1668—1675), думный дворянин (1664), окольничий (1677), боярин 1680) († 1681). Его родная племянница Агафья Семёновна Грушецкая 1-я жена царя Фёдора Алексеевича.
- Сергей Матвеевич Заборовский думный дворянин (1680—1692).
- Мария Ивановна Заборовская замужем за Семёном Фёдоровичем Грушецким (сын Фёдора Ильича Грушецкого), дворянин московский (1658—1668), воевода в Чернавске (1668) (позже Чернова слобода Орловской губ. Елецкого уезда). Сыновей у них не было, их дочери: Евфимия-Агафья Семёновна Грушецкая, Анна Семёновна Грушецкая, Фёкла Семёновна Грушецкая.
- Екатерина Григорьевна Заборовская, будучи 2-й женою князя Василия Борисовича Голицына (р. 1681) (вторая линия потомков князя Бориса Алексеевича Голицина — от среднего сына его князя Василья Борисовича), вместе со своим супругом убиты обрушившимся потолком (2 августа 1710), за обедом в доме князя Якова Ивановича Кольцова-Мосальского.

Другой род Заборовских восходит к началу XVII века. Из него происходил Иван Александрович Заборовский (1735—1817), владимирский и костромской генерал-губернатор (1787—1798). Этот род внесён в VI часть родословных книг Калужской и Тверской губернии.

## Описание герба
Щит разделён перпендикулярно на две части, из коих в правой в золотом поле изображена сидящая на чёрном Медведе Дева в белой Одежде, имеющая на голове Венец и волосы распущенные, а руки со шнурком, на котором привязан Медведь, поднятые вверх (польский герб Равич). Во второй части в красном поле золотое Стремя, висящее на Ремне (польский герб Стремя).
Щит увенчан обыкновенным дворянским шлемом с дворянскою на нём Короною, на поверхности которой виден между двух Оленьих рогов чёрный Медведь, держащий в лапе ржаной Колос. Намёт на щите золотой, подложенный голубым. Герб рода Заборовских внесён в Часть 2 Общего гербовника дворянских родов Всероссийской империи, стр. 69.

## Известные представители
- Заборовские: Семён Зотикович и Василий Матвеевич - московские дворяне (1658-1677).
- Заборовский Фёдор Никитич - стольник царицы Прасковьи Фёдоровны (1676-1692).
- Заборовский Иван Васильевич - стряпчий (1676), комнатный стольник царя Иоанна Алексеевича (1682-1692).
- Заборовские: Ерефей и Григорий  Васильевичи, Василий Семёнович - стольники (1680-1692).
- Заборовский Василий Васильевич - стольник царицы Прасковьи Фёдоровны (1686-1692).
- Заборовский Яков Иванович - стольник (1686-1692).
- Заборовские: Иван Иванович, Никита Семёнович - стольники (1658-1692)[5].